# Zbojnictví

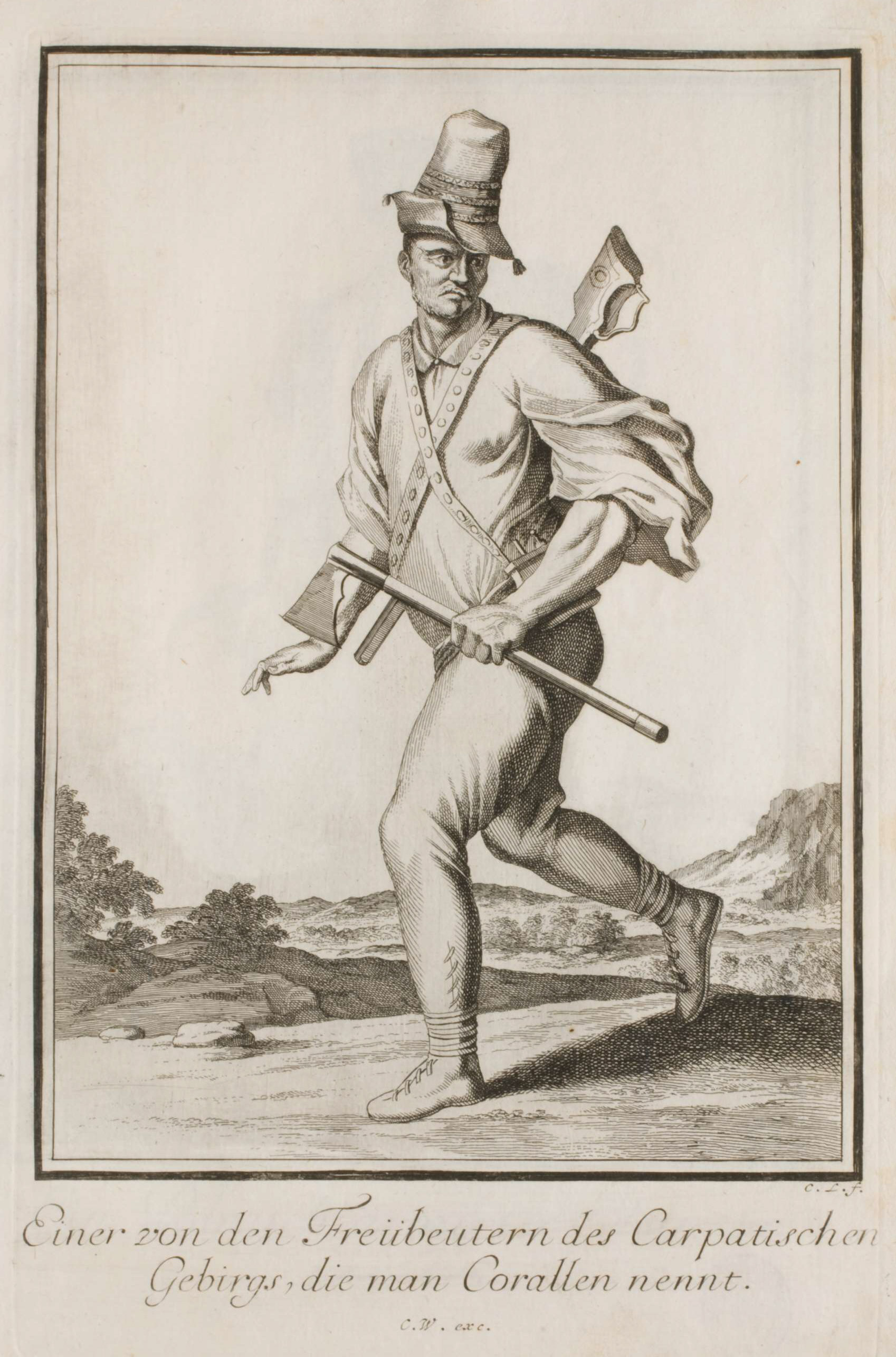
Karpatský zbojník na rytině podle předlohy Kašpara Luykena z r. 1703

Zbojnictví, v právní terminologii období pozdního feudalismu totéž co lupičství, tj. odnímání majetku druhým pomocí násilí nebo pod hrozbou násilí. V českých zemích sociální jev typický především pro východní Moravu (Valašsko) a území dnešního Těšínska od 16. do 18. století. Po porážce protihabsburského povstání Františka II. Rákocziho a szatmárském míru (1711) se myšlenky protihabsburského odboje šířily také prostřednictvím někdejších povstaleckých bojovníků, kteří se ke zbojnictví uchylovali (např. Juraj Jánošík) a jejichž akce měly charakter odporu proti stávajícímu zřízení. Na východní Moravě zbojnictví nikdy nenabylo charakteru masového poddanského hnutí, za třicetileté války bylo jedním z průvodních jevů válečné doby a někteří ze zbojníků se činně zapojili do valašských povstání poddaných, ke zbojnictví se pak vrátili i po odeznění poddanských vzpour. Po polovině 18. století se zbojnictví jako  terminus technicus zvolna vytrácí s postupující germanizací státní správy po tereziánských reformách.
Vztah lidové ústní tradice ke zbojnictví je rozporný, na jedné straně jsou |zbojníci opěvováni jako mstitelé panské zvůle (zvláště ve slovenské lidové tradici), na východní Moravě jsou naopak zbojníci líčeni jako temné síly, schopní jakéhokoliv násilí a všehoschopní zločinci (srov. např. dílo Jana Kobzáně, O zbojníkoch a pokladoch, Praha 1927). Lidová slovesnost obdařila gloriolou také potíratele zbojnictví, jimiž byli na Valašsku portáši.
Termín zbojník se do českých zemí dostal ze Slovenska (srov. výraz "zbojstvo" v § 205 "O tom, kdož pokoj ruší" v Knize Žilinské) z 15. století, doklady o rozšíření tohoto pojmu na Moravě jsou však až ze 16. století. Známý je záznam v kronice meziříčského měšťana Jana Fučíka, který se vztahuje k roku 1577. V něm se uvádí, že toho roku byli "kati zbiti v šerhovni od zmučeného zbojníka". Dobové prameny označují zbojníky také jako loupežníky, raubíře, rabovníky, horní chlapy, zbůjníky nebo zbuníky, zducháče či zemské škůdce.
Poněkud jiné akcenty má termín "zbojník" v romantické literatuře, kdy je potlačeno pejorativní zabarvení tohoto slova. Zbojník je líčen jako osoba pohybující se sice mimo zákon, která však neužívá násilí záměrně, ale spíše z donucení nebo nutnosti. Tento obraz zbojníka je však ahistorický. Také v etnografické literatuře přežívá romantický mýtus, líčící zbojníka jako lidového hrdinu a mstitele feudálního bezpráví, patrně rovněž pod vlivem jánošíkovské tradice. Zároveň však je třeba poznamenat, že příběhy o zbojnících nebo ušlechtilých lupičích, kteří berou bohatým a dělí se s chudými, žijí po celém světě. Jedním z posledních legendami opředených "zbojníků" byl tamilský bandita Vírappam, který zahynul v přestřelce s indickou policií roku 2004.[zdroj?]

## Známí zbojníci
- Carmine Crocco (Itálie)
- Louis Dominique Cartouche (Francie)
- Louis Mandrin (Francie)
- Robin Hood (Anglie)
- Juraj Jánošík (Slovensko)
- Ondráš (Slezsko)
- Grigore Pintea (Rumunsko)
- Matthias Klostermayr (Německo)
- Matěj Ondra z Leskovce
- Martin Javorovský, řečený Kovář
- Jakub Surovec (Slovensko)
- Oleksa Dovbuš (Ukrajina)
- Krampoťák Mikuláš, jinak Trampota z Liptálu
- Jan Babiš (* cca 1786-19.12.1817), vůdce Golkovické bandy (Těšínské Slezsko)
- Sándor Rózsa (Maďarsko)